# Mönlam Legpa Lodrö
Mönlam Legpa Lodrö  (1414-1491) of Mönlam Pelwa was een Tibetaans geestelijke. Hij was de achtste Ganden tripa van 1480 tot 1489 en daarmee de hoofdabt van het klooster Ganden en hoogste geestelijke van de gelugtraditie in het Tibetaans boeddhisme.
Mönlam Pelwa werd in 1414 geboren in de regio Yeru in Tsang. Op jonge leeftijd ging hij naar het Tashilhunpoklooster en studeerde daar onder andere bij Gendun Drub (1391-1474), die postuum de eerste Dalai lama zou worden. Mönlam Legpa Lodrö besteedde met name veel tijd aan de tantrastudie, inclusief de Guhyasamāja tantra van Sherab Senggye (1382-1445). Hij deed met succes examen en hield een presentatie in het Tsetang klooster over zijn kennis van de 36 teksten die hij grondig had bestudeerd.
Mönlam Legpa Lodrö kreeg daarna onderricht van Choje Yönten Gyatso in het Drepungklooster. Daarna ging hij naar Tsang om onderricht te geven aan het Tashilhunpo- en het Serkhang Gongma-klooster. Vervolgens keerde hij terug naar Ü en gaf les aan de colleges van het Seraklooster en in het Tangkyaklooster.
Mönlam werd abt aan het Shartse-college van Ganden, en in 1480 werd hij hoofdabt of Ganden tripa van het gehele klooster. Deze positie bekleedde hij gedurende ongeveer 10 jaar, daarnaast was hij vanaf 1481 tegelijk abt van de kloosteropleiding van Drepung. In deze periode gaf hij aan beide kloosters onderwijs in soetra en tantra, ook liet hij de Jampai Podrang bouwen. Hij schreef de "Namdrel Tika", een commentaar op Pramana.
Trichen Mönlam Legpa Lodrö beëindigde zijn leiderschap in 1490 op de leeftijd van 77 jaar, in 1491 overleed hij.